# شطیه
شطیه (به عربی: الشطیة) یک شهرداری در الجزایر است که در استان الشلف واقع شده‌است.
شطیه ۵۹٬۹۶۰ نفر جمعیت دارد.